# Варгас, Валентина
Валентина Варгас (англ. Valentina Vargas; род. 31 декабря 1964, Сантьяго) — чилийская актриса и певица.

## Биография
Родилась 31 декабря 1964 года в городе Сантьяго, Чили.
Для обучения драматическому искусству Валентина уехала сначала во Францию, в студию-мастерскую Тани Балашовой в Париже, а затем в Лос-Анджелес. Свою кинокарьеру Валентина начала также во Франции в 1985 году, снявшись в нескольких фильмах, затем попробовала себя в Голливуде. В 1995 году она появилась на обложке журнала «Femme Fatales», в 1994—1996 годах снималась для журнала «Celebrity Sleuth». Наиболее известна по ролям в фильмах «Имя розы», «Голубая бездна», «Няньки», «Восставший из ада 4: Кровное родство» и «Лица в толпе».
Валентина пела в группе «The Cause», сотрудничала с «Kiruba». В 1992 году она выпустила сингл «Tiger In A Dress». В 1994 году участвовала в записали песни «Midnight Dancing» для альбома «Deseo» Джона Андерсона («Yes»). В 2013 году выпустила сольный альбом «Bit of Sun».

## Фильмография
| Год  |   | Русское название                     | Оригинальное название                      | Роль            |
| ---- | - | ------------------------------------ | ------------------------------------------ | --------------- |
| 1985 | ф | Сугубо личное дело                   | Strictement personnel                      | массажистка     |
| 1986 | с |                                      | Le petit docteur                           | Лаура           |
| 1986 | ф | Имя розы                             | Der Name der Rose                          | девушка         |
| 1987 | ф | Огни                                 | Fuegos                                     | Маргарита       |
| 1988 | с |                                      | Piazza Navona                              | Пирла           |
| 1988 | ф | Голубая бездна                       | Le grand bleu                              | Бонита          |
| 1989 | ф | Грязные игры                         | Dirty Games                                | Никола Кендра   |
| 1989 | ф | Без надежды на возвращение           | Street of No Return                        | Селия           |
| 1992 | ф | Тигрица                              | Die Tigerin                                | Паулина         |
| 1993 | ф | Дыхание дьявола                      | El aliento del diablo                      | Присцилла       |
| 1994 | ф |                                      | Los náufragos                              | Исоль           |
| 1994 | ф | Няньки                               | Twin Sitters                               | Лолита          |
| 1996 | ф | Восставший из ада 4: Кровное родство | Hellraiser: Bloodline                      | Анжелика        |
| 1997 | с |                                      | Die Gang                                   | Мауд            |
| 1999 | с | Эйр Америка                          | Air America                                | Селия           |
| 1999 | ф |                                      | Southern Cross                             | Марианна Флорес |
| 1999 | ф |                                      | Chili con carne                            | Инес            |
| 2002 | с |                                      | Un homme en colère                         | Лаура           |
| 2002 | ф |                                      | L'été de Chloé                             | Агнес           |
| 2002 | ф | Кровавая Мэлори                      | Bloody Mallory                             | леди Валентина  |
| 2003 | ф | Опасные связи                        | Les liaisons dangereuses                   | Эмили           |
| 2004 | ф |                                      | L'été de Chloé                             | Агнес           |
| 2006 | ф |                                      | Le caprice des cigognes                    | Анна            |
| 2006 | с |                                      | Fête de famille                            | Моника          |
| 2007 | с | Герои                                | Héroes                                     | София Линарес   |
| 2008 | ф | Все включено                         | All Inclusive                              | Кармен          |
| 2009 | ф | Оптические иллюзии                   | Ilusiones ópticas                          | Рита            |
| 2011 | ф | Лица в толпе                         | Faces in the Crowd                         | Нина            |
| 2012 | ф |                                      | La noche de enfrente                       | Нигильда        |
| 2016 | ф |                                      | Johnny 100 Pesos: 20 años y un día después | Мария Франциска |